# Braço de Sagitário

Estrutura observada dos braços espirais da Via Láctea.

O Braço de Sagitário (também conhecido como o Braço de Sagitário-Carina) é um dos braços espirais de nossa galáxia, a Via Láctea. Um braço espiral é uma agrupação de estrelas em forma de curva e alongada, que se afasta do centro galáctico. Estas estruturas abrigam grandes populações da ordem de bilhões de estrelas, e o Braço de Sagitário é uma das maiores da nossa galáxia.
A Via Láctea é uma galáxia espiral barrada, de modo que os braços espirais emergem de uma barra central; de maneira diferente, em uma galáxia espiral os braços parecem ter nascido diretamente  do núcleo galáctico. O extremo interior do braço de Sagitário se conecta a um extremo da barra central, o que faz, juntamente com o Braço de Norma, o maior da galáxia.
O Braço de Sagitário está localizado entre o Braço de Scutum-Crux e o Braço de Órion (este último é onde se encontra o nosso Sol). Recebe seu nome porque está localizado muito perto da constelação de Sagitário (observada no céu noturno da Terra), em direção ao centro galáctico.

## Será que o braço existe para todos?
Recentemente tem sido sugerido que o Braço de Sagitário não existe para todos e é simplesmente uma concentração de gás e estrelas recém-formadas.

## Objetos visíveis
Um certo número de objetos Messier, que são visíveis através de um telescópio amador ou binóculos, são encontrados no Braço de Sagitário.
- Nebulosa Laguna (M8)
- Aglomerado de Pato Selvagem (M11)
- Nebulosa da Águia (M16)
- Nebulosa de Ômega (M17)
- Aglomerado aberto M18
- Nebulosa Trífida (M20)
- Aglomerado aberto M21
- Nuvem Estelar de Sagitário (M24)
- Aglomerado aberto M26
- Aglomerado globular M55